# Sundance Film Festival 2013
Il Sundance Film Festival 2013 si è svolto a Park City, Utah, dal 17 al 27 gennaio 2013, con proiezioni anche in altre località dello Utah, tra cui Salt Lake City, Ogden e Sundance.
Il festival ha avuto luogo grazie al contributo di 1.850 volontari, tra i quali uno viene annualmente insignito del "Gayle Stevens Volunteer Award" in virtù della collaborazione nell'ambito organizzativo del festival (durante l'attuale edizione è stata premiata Shirley Olson, volontaria da 22 anni).

## L'edizione 2013
Il festival, che ha registrato il record di film proposti e selezionati (4.044 lungometraggi, di cui ne sono stati scelti 113, mentre 98 i corti, da 8.102 proposte), si è concluso con la consueta cerimonia di premiazione, condotta a Park City da parte di Joseph Gordon-Levitt, che inoltre presentava al festival il primo lungometraggio da regista.

## Anteprime

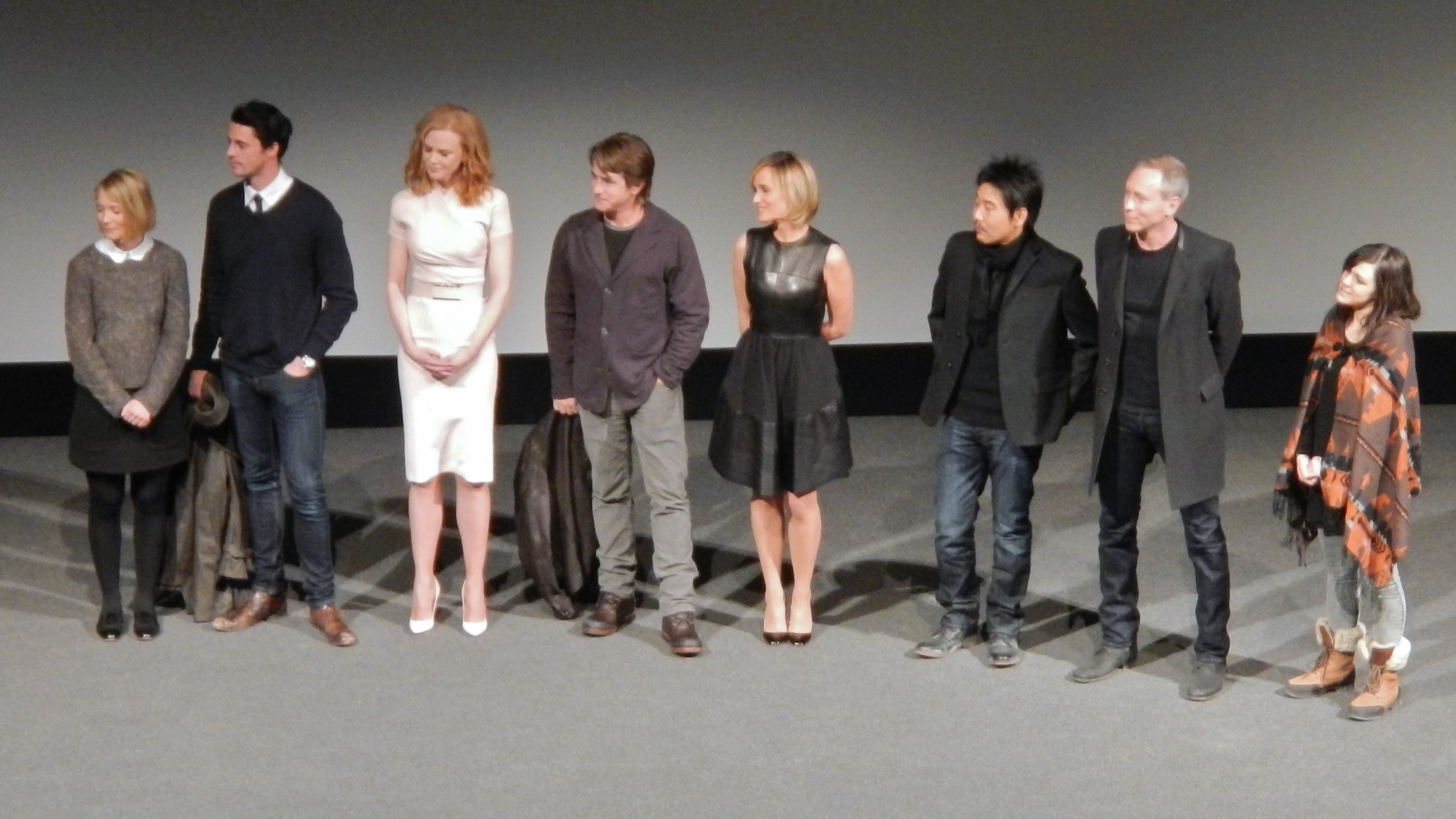
Il cast di Stoker sul palco del Sundance Film Festival

Anche nell'edizione del 2013, al di là delle pellicole in gara, sono state proiettate alcune pellicole di cinema indipendente particolarmente attese:
- Don Jon, regia di Joseph Gordon-Levitt
- Stoker, regia di Park Chan-Wook
- A.C.O.D. - Adulti complessati originati da divorzio (A.C.O.D.), regia di Stuart Zicherman
- Before Midnight, regia di Richard Linklater
- Big Sur, regia di Michael Polish
- Passione innocente (Breathe In), regia di Drake Doremus
- Jobs, regia di Joshua Michael Stern
- The Inevitable Defeat of Mister and Pete, regia di George Tillman Jr.
- The Look of Love, regia di Michael Winterbottom
- Lovelace, regia di Robert Epstein e Jeffrey Friedman
- Charlie Countryman, regia di Fredrik Bond
- Prince Avalanche, regia di David Gordon Green
- Very Good Girls, regia di Naomi Foner
- C'era una volta un'estate (The Way, Way Back), regia di Nat Faxon e Jim Rash
- Top of the Lake, regia di Jane Campion e Garth Davis
- Sweetwater - Dolce vendetta (Sweetwater), regia di Logan Miller

## Gran premi della giuria

### U.S. Dramatic
- Fruitvale Station, regia di Ryan Coogler

### U.S. Documentary
- Blood Brother, regia di Steve Hoover

### World Cinema Dramatic
- Jiseul, regia di O Muel ( Corea del Sud)

### World Cinema Documentary
- A River Changes Course, regia di Kaylanee Mam ( Cambogia)

## Premi del pubblico

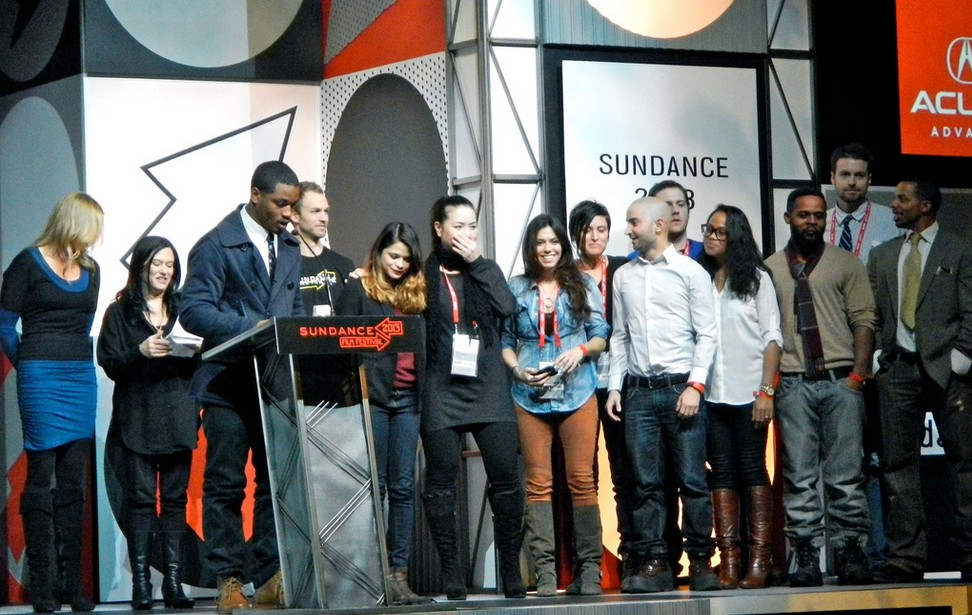
Il regista Ryan Coogler viene insignito del Gran Premio della giuria per un film drammatico insieme al cast di Fruitvale Station

### U.S. Dramatic
- Fruitvale Station, regia di Ryan Coogler

### U.S. Documentary
- Blood Brother, regia di Steve Hoover

### World Cinema Dramatic
- Metro Manila, regia di Sean Ellis ( Filippine,  Regno Unito)

### World Cinema Documentary
- The Square (Al Midan), regia di Jehane Noujaim ( Egitto)

### Best of NEXT
- This Is Martin Bonner, regia di Chad Hartigan

## Premi alla miglior regia

### U.S. Dramatic
- Afternoon Delight, regia di Jill Soloway

### U.S. Documentary
- Cutie and the Boxer, regia di Zachary Heinzerling

### World Cinema Dramatic
- Crystal Fairy, regia di Sebastián Silva ( Cile)

### World Cinema Documentary
- The Machine Which Makes Everything Disappear, regia di Tinatin Gurchiani ( Georgia,  Germania)

## Premi alla miglior fotografia

### U.S. Dramatic
- Bradford Young per Senza santi in paradiso (Ain't Them Bodies Saints), regia di David Lowery e Mother of George, regia di Andrew Dosunmu

### U.S. Documentary
- Richard Rowley per Dirty Wars, regia di Jeremy Scahill

### World Cinema Dramatic
- Michał Englert per Lasting, regia di Michał Englert ( Polonia)

### World Cinema Documentary
- Marc Silver per Who is Dayani Cristal?, regia di Marc Silver ( Stati Uniti)

## Premi al miglior montaggio

### U.S. Documentary
- Matthew Hamachek per Gideon’s Army, regia di Dawn Porter

### World Cinema Documentary
- The Summit, regia di Nick Ryan ( Irlanda,  Regno Unito)

## Premi speciali della giuria

### U.S. Dramatic: Miglior Interpretazione
- Miles Teller e Shailene Woodley per The Spectacular Now, regia di James Ponsoldt

### U.S. Dramatic: Sound Design
- Shane Carruth, Johnny Marshall e Pete Horner per  Upstream Color, regia di Shane Carruth

### U.S. Documentary: Achievement in Filmmaking
- Ex aequo tra Inequality for All, regia di Jacob Kornbluth e American Promise, regia di Joe Brewster e Michèle Stephenson

### World Cinema Dramatic
- Circles, regia di Srdan Golubović ( Serbia)

### World Cinema Dramatic: Punk Spirit
- Pussy Riot: A Punk Prayer, regia di Mike Lerner e Maxim Pozdorovkin ( Regno Unito,  Russia)

## Ulteriori premi

### Premio Alfred P. Sloan
- Computer Chess, regia di Andrew Bujalski

### Premio Waldo Salt alla Miglior Sceneggiatura
- Lake Bell per In A World ..., regia di Lake Bell

### Premio del pubblico al Miglior Cortometraggio
- Catnip: Egress to Oblivion?, regia di Jason Willis

## La giuria
U.S. Dramatic: Edward Burns ( Stati Uniti), Wesley Morris ( Stati Uniti), Rodrigo Prieto ( Messico), Thomas Rothman ( Stati Uniti), Clare Stewart ( Australia)
U.S. Documentary: Liz Garbus ( Stati Uniti), Davis Guggenheim ( Stati Uniti), Gary Hustwit ( Stati Uniti), Brett Morgen ( Stati Uniti), Diane Weyermann ( Stati Uniti)
World Cinema Dramatic: Anurag Kashyap ( India), Nadine Labaki ( Libano), Joana Vicente ( Portogallo)
World Cinema Documentary:  Sean Farnel ( Stati Uniti),  Robert Hawk ( Stati Uniti),  Enat Sidi ( Stati Uniti)
Short Film: Mike Farah ( Stati Uniti), Magali Simard ( Canada), Don Hertzfeldt ( Stati Uniti)
Alfred P. Sloan: Darren Aronofsky ( Stati Uniti), Paula S. Apsell ( Stati Uniti), Dr. André Fenton ( Stati Uniti), Lisa Randall ( Stati Uniti), Scott Z. Burns ( Stati Uniti)